# Maikel Nabil Sanad
Maikel Nabil Sanad (egyptskou arabštinou مايكل نبيل سند; 1. října 1985, Asijút) je egyptský ‎aktivista, blogger a politický vězeň. Stal se známým v roce 2010, kdy odmítl sloužit u egyptské armády a poté jako podporovatel egyptské revoluce v roce 2011.

## Osobní život
Nabil se narodil ve městě Asijút do křesťanské rodiny. V květnu 2007 v příspěvku na svém blogu napsal, že opustil církev a stal se ateistou, což jeho rodina nikdy nepřijala. Jeho otec v roce 2011 řekl, „že by radši viděl Nabila umírat, než aby uznal, že je ateistou“. Navzdory svému ateismu hovořil o ateismu i dalších tématech na Středním východě.
Nabil studoval právo na Káhirské univerzitě a politiku na Erfurtské univerzitě v Německu. Závěrečné zkoušky na Káhirské univerzitě ale zmeškal, protože v tu dobu byl ve vězení.
V současné době žije v exilu ve Spojených státech amerických.

## Názory
Nabil podporuje volnou tržní ekonomiku a je podle něj základem liberální demokracie. Je součástí egyptské kampaně proti mužské obřízce, podporuje práva LGBT a potraty.
Je mimo jiné známý také tím, že podporuje egyptsko-izraelské vztahy. Ve svém prohlášení o odmítnutí vojenské služby v roce 2011 uvedl: „Nejsem připraven bojovat proti izraelskému vojákovi, který brání existenci své země.“

## Uvěznění
Nabil byl několikrát uvězněn kvůli svým názorům. Dne 4. února 2011 byl zatčen a mučen, ale po 27 hodinách byl propuštěn.
V březnu 2011 byl vojenskou rozvědkou znovu zatčen ve svém domě v Káhiře. Byl odsouzen ke třem letům vězení za „urážku armády“ v příspěvku na svém blogu. Byl uvězněn ve speciální cele s vězni, kteří mu vyhrožovali, musel se sprchovat ve špinavé vodě, neměl přístup k jídlu, ke kterému ostatní a musel spát s hmyzem. Trpěl vážnými alergiemi a nedostala se mu lékařská pomoc, kterou kvůli svým zdravotním problémům potřeboval. Dne 23. srpna 2011 zahájil hladovku, během níž byl často blízko smrti.
Dne 14. prosince 2011 mu egyptský Nejvyšší soud snížil trest na dva roky vězení. Dne 23. ledna 2012 mu byla udělena milost.